# Lydia Sklevicky
Lydia Sklevicky (Zagreb, 7. svibnja 1952. – Donja Dobra, Delnice, 21. siječnja 1990.), hrvatska feministica, sociologinja, etnologinja, publicistkinja, prevoditeljica i teoretičarka feminizma. Autorica je prvih hrvatskih feminističkih studija i članaka na području povijesti, etnologije, antropologije i sociologije, te se prva na području Hrvatske bavila istraživanjem povijesti žena u društvu, ženskog pokreta i procesa emancipacije žena kao sastavnog dijela dugoročnog procesa kulturne mijene društva.

## Životopis
Lydia Sklevicky rođena je 1952. godine u Zagrebu. Majka Lea i otac Sergej, koji je bio inženjer, a koji je nakon Oktobarske revolucije s roditeljima prebjegao iz Sankt-Peterburga i na kraju se skrasio u Zagrebu, njegovali su građanski, liberalni odgoj u svojem domu. S njima je živjela i baka (mamina mama) Mercedes koja je na malu Lydiju izvršila presudan utjecaj. Brinula se o njezinu lijepom ponašanju i učenju stranih jezika pa ih je Lydia na kraju govorila pet: engleski, njemački, talijanski, francuski i španjolski. Lydia se školovala u rodnom gradu, magistrirala je sociologiju i etnologiju 1976. na Filozofskom fakultetu u Zagrebu. Njezina najbliža prijateljica na studiju je bila Vesna Pusić. Nedugo nakon diplome dobiva mjesto asistentice na Institutu za historiju radničkog pokreta Hrvatske (danas Hrvatski institut za povijest), gdje ostaje sve do 1988. kada prelazi u Zavod za istraživanje folklore (danas Institut za etnologiju i folkloristiku). Poslijediplomski studij iz područja humanističkih i društvenih znanosti, odnosno sociologije kulture završava 1984. obranivši magistarski rad "Žene i moć - povijesna geneza jednog interesa". Jedan od fokusa u tom radu je kritika tradicionalnog proučavanja povijesti koje zanemaruje žensku perspektivu. Na povijesnoj građi je nastojala objasniti djelovanje žena prije, u toku i poslije Drugog svjetskog rata (NOP-a i socijalističke revolucije) i raskoraka između proklamirane emancipacije i ograničenja ostvarenja ženskih prava u SFR Jugoslaviji. Njena doktorska disertacija, "Emancipacija i organizacija: Uloga Antifašističke fronte žena u postrevolucionarnim mijenama društva (NR Hrvatska 1945. – 1953.)", zbog prerane smrti ostala je nedovršena.  U doktorskom radu pokazala je, da je organizacija Antifašistički front žena (AFŽ), uz ratne zasluge, kao i poslijeratne u obrazovanju i opismenjavanju, postala previše utjecajna i kao takva počela smetati Komunističkoj partiji Jugoslavije. Zato su je prvo počeli ismijavati, slabiti, da bi je na kraju rasformirali i umjesto nje uspostavili Konferenciju za društvenu aktivnost žena - državnu agenciju bez članstva, za bavljenje "ženskim pitanjem".
Lydia Sklevicky je poginula 21. siječnja 1990. godine, u prometnoj nesreći u mjestu Donja Dobra u blizini Delnica.

## Doprinosi
Hrvatsku znanstvenu zajednicu Lydia Sklevicky je zadužila otvaranjem novih područja istraživanja, u prvom redu političkog rituala i antropologije žena. Godine 1983. u suradnji sa Žaranom Papić objavljuje zbornik Antropologija žene, a 1987. uređuje zbornik Žena i društvo, Kultiviranje dijaloga. Inicirala je i sudjelovala u brojnim feminističkim akcijama. Jedna je od utemeljiteljica grupe "Žene i društvo" (1979.), a bila je i koordinatorica prvog feminističkog okupljanja u Zagrebu održanog krajem 70-ih godina 20. stoljeća. 
Radila je kao volonterka na prvoj SOS liniji za zlostavljane žene i djecu. Svoje kolumne u ženskom časopisu "Svijet" koristila je za pokretanje diskusije o brojnim relevantnim, katkad i kontroverznim temama. Sudjelovala je na brojnim znanstvenim skupovima u zemlji i inozemstvu. Godine 1988. na zagrebačkom skupu "Suvremena pitanja antropologije roda" nastupa u ulozi organizatorice. Objavila je više od 100 članaka i studija.
Osim znanstvenih, Sklevicky je pisala i popularne članke, a djelovala je i kao prevoditeljica i urednica radio-emisija. Bila je i članica uredništva Časopisa za suvremenu povijesti kao i međunarodnog časopisa Gender and History.

## Djela
- Erica Jong: Voće i povrće (prijevod) (Zagreb, 1981.)
- Antropologija žene, priredila sa Žaranom Papić (Beograd, 1983.)
- Žena i društvo, Kultiviranje dijaloga (urednik) (Zagreb, 1987.)
- Konji, žene, ratovi, odabrala i priredila Dunja Rihtman-Auguštin  (Zagreb, 1996.)

## Vanjske povezice
- Lydia Sklevicky – “Feministička začinjavka”